# Oberagger
Oberagger ist ein Ortsteil der Gemeinde Reichshof im Oberbergischen Kreis im nordrhein-westfälischen Regierungsbezirk Köln in Deutschland. Er hat 625 Einwohner (Stand: 1. Januar 2007).

## Geschichte

### Erstnennung
1492 wurde der Ort das erste Mal urkundlich erwähnt. „Heydenrych Kepenheuer(?) van Offernacher gehört zu den Zeugen bei der Feststellung der bergischen Rechte im Eigen von Eckenhagen.“
Die Schreibweise der Erstnennung war Offernacher.
Die Pulvermühle in Oberagger, die Ende des 17. Jahrhunderts gebaut wurde, zählte zu den bekanntesten im westlichen Teil Deutschlands. Ca. 25 Arbeiter waren in der Mühle beschäftigt. Hergestellt wurde Schwarzpulver, ein Gemisch aus 75 % Salpeter, 15 % Holzkohle (die aus dem heimischen Faulbaum gewonnen wurde) und 10 % Schwefel. Die Mühlsteine stammen aus Belgien und wurden mit Pferdefuhrwerken nach Oberagger geschafft. Das Gewicht der 4 Mühlsteine beträgt etwa 4 t, die Bodenplatten wiegen etwa 10 t. Wegen der Gefahr der Entzündung des Pulvers war aus dem Betrieb alles Eisen verbannt. Zahnräder und Übertragungen waren aus Holz. Anstelle der Eisennägel befanden sich Holzstifte. Die Arbeiter durften nur holzgenagelte Schuhe tragen. Selbst Taschenmesser wurden nicht in den Taschen geduldet. Trotzdem geschah am Nachmittag des 9. März 1880 das große Unglück als die Pulvermühle explodierte und 2 Arbeiter getötet wurden. Die Explosion war weit im Oberbergischen zu hören und richtete in der näheren Umgebung große Schäden an. Eine Genehmigung zum Wiederaufbau wurde wegen der Nähe zum Ort nicht mehr erteilt. Der Standort der Pulvermühle befand sich an der heutigen Wiesenstraße. Teile des Obergrabens sind noch am Bachlauf der Steinagger am Autowanderparkplatz zu erkennen. Die Mühlsteine wurden im Laufe der Jahre untergegraben und gerieten fast in Vergessenheit. Im Jahre 1975 erinnerte man sich wieder an die Mühlsteine und man begann sie auszugraben. Im August 1975 wurden die Mühlsteine an den heutigen Standort am Dorfgemeinschaftshaus transportiert und wieder aufgestellt. Im 18. Jahrhundert wurden im Bergwerk St. Wilhelmina am Acherberg eisenhaltige Sedimentgesteine abgebaut.
| Bevölkerungsentwicklung | Bevölkerungsentwicklung |
| Jahr                    | Einwohner               |
| ----------------------- | ----------------------- |
| 1946                    | 267                     |
| 1991                    | 398                     |
| 2005                    | 652                     |
| 2008                    | 603                     |
| 2017                    | 540                     |
| 2018                    | 553                     |
| 2019                    | 520                     |

## Infrastruktur
In Oberagger gibt es ein Dorfhaus als Versammlungsplatz der Dorfgemeinschaft, einen Bolzplatz und einen kleinen Spielplatz.

## Feierlichkeiten und Veranstaltungen
Oberagger besitzt ein Kriegerdenkmal für die Gefallenen des Zweiten Weltkriegs. Jedes Jahr wird dort im Rahmen einer kleinen Feier ein Kranz niedergelegt.
Seit einigen Jahren gibt es jährlich auch einen kleinen Weihnachtsmarkt, der von vielen Menschen aus dem Steinaggertal besucht wird. Sehr beliebt ist auch das Maifest, das traditionell jedes Jahr am 1. Mai gefeiert wird.
Außerdem finden jedes Jahr mehrere Basare statt, so zum Beispiel ein Spielzeugbasar im Herbst/Winter und mehrere Second-Hand-Basare über das ganze Jahr verteilt. Fast schon traditionell findet jedes Jahr auch ein „Verschönerungstag“ statt, bei dem Aufräumarbeiten rund um das Dorfhaus verrichtet werden.

## Besonderheiten
Oberagger verfügt über viele Wohngebiete mit neuen Häusern, die in den letzten Jahren gebaut wurden. Zum Beispiel gibt es ein großes Blockhaus, ein neuartiges Fachwerkhaus und viele andere.

## Unser Dorf soll schöner werden
Die Ortsgemeinschaft nahm mehrfach am Wettbewerb Unser Dorf soll schöner werden teil und erhielt 1975 die Silberne Plakette auf Bundesebene.